# Altare
Altare je italská obec v provincii Savona v oblasti Ligurie. Nachází se přibližně 45 kilometrů západně od Janova a asi 11 kilometrů severozápadně od Savony.
Území Altare sousedí s následujícími obcemi: Cairo Montenotte, Carcare, Mallare, Quiliano a Savona.